# Santuario

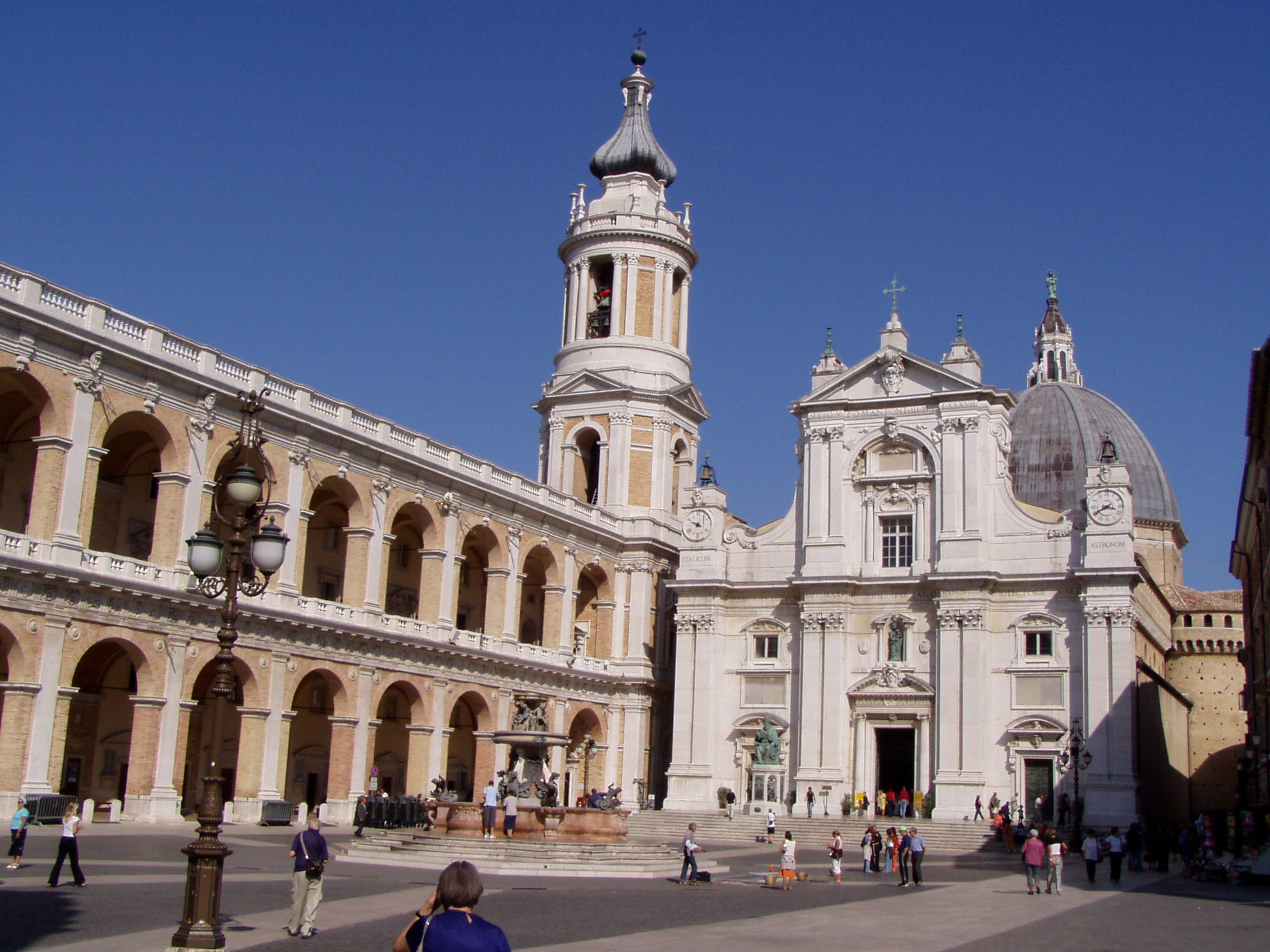
Il santuario maggiore della Santa Casa e della Madonna di Loreto.

Un santuario è un luogo sacro o un edificio ritenuto sacro da una tradizione religiosa per manifestazioni ritenute divine, per la presenza di sepolture o reliquie, o perché connesso a eventi considerati soprannaturali. In particolare, nella religione ebraica era la parte più interna del tempio, cioè il sancta sanctorum mentre, in quella cristiana, è generalmente un luogo legato a eventi o giochi o manifestazioni divine della Madonna o dei santi o quella parte della chiesa dove sono conservate reliquie ed è quindi oggetto di pellegrinaggi.

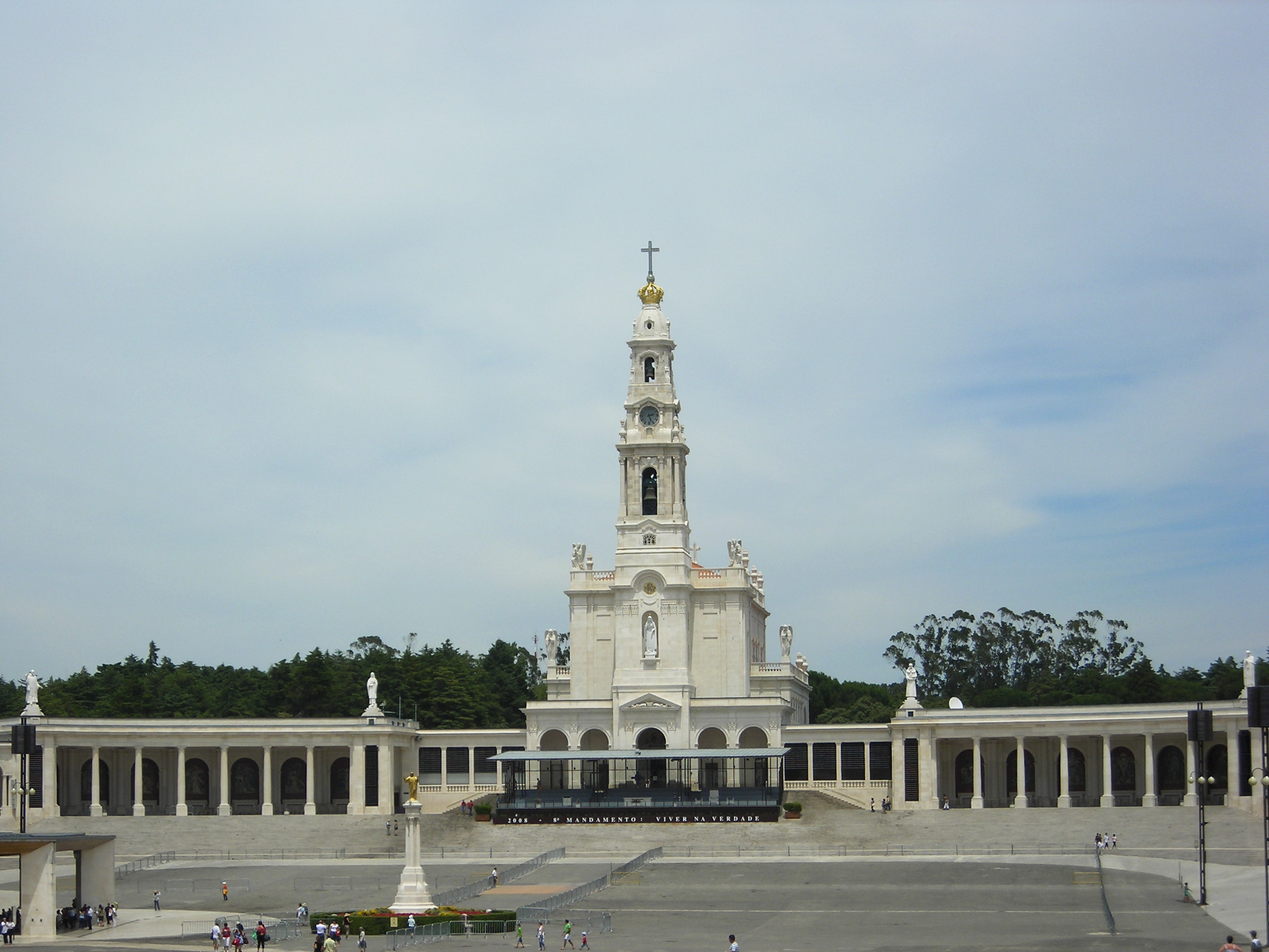
Il santuario di Fátima, Portogallo.

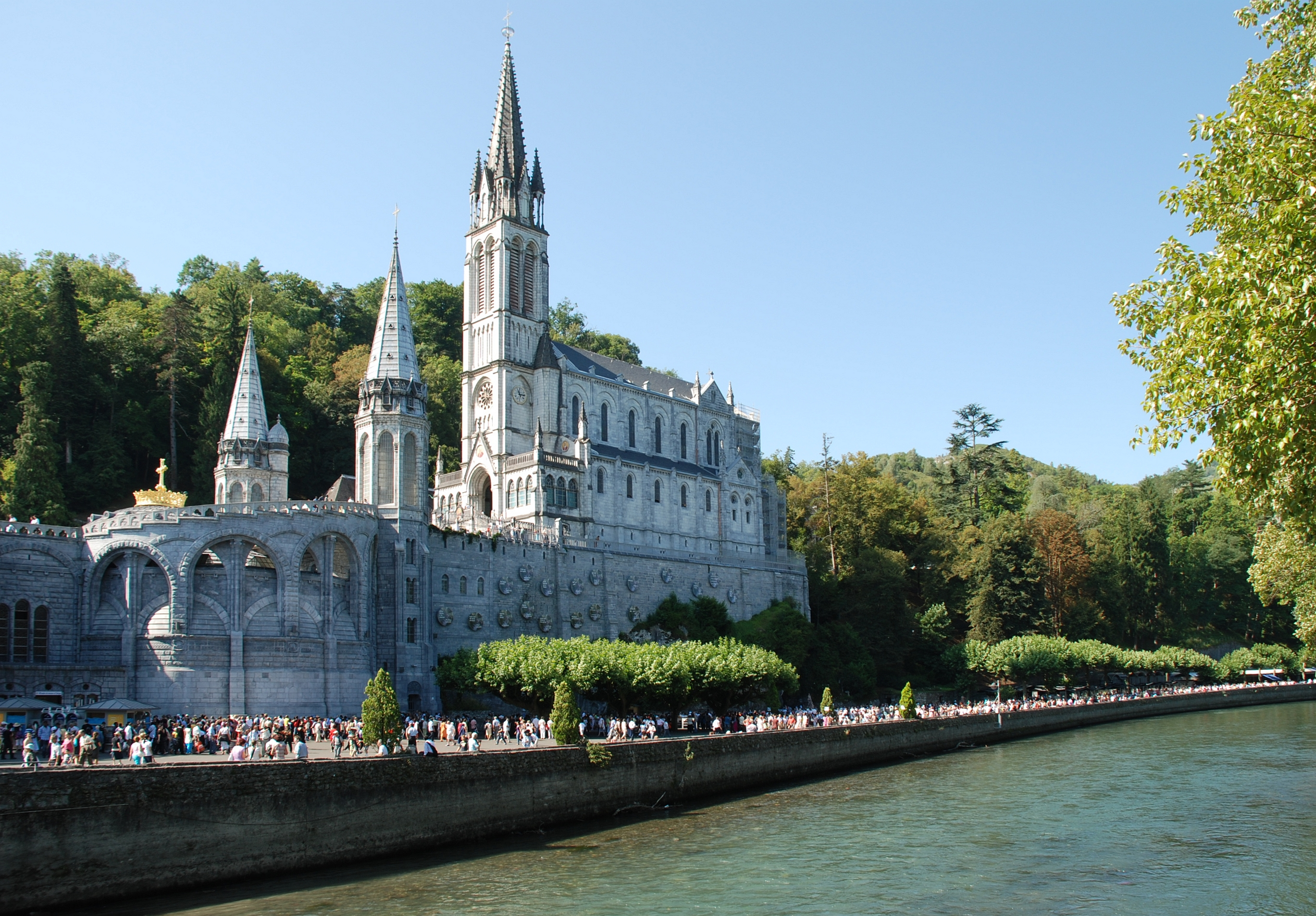
Il santuario di Lourdes, Francia.

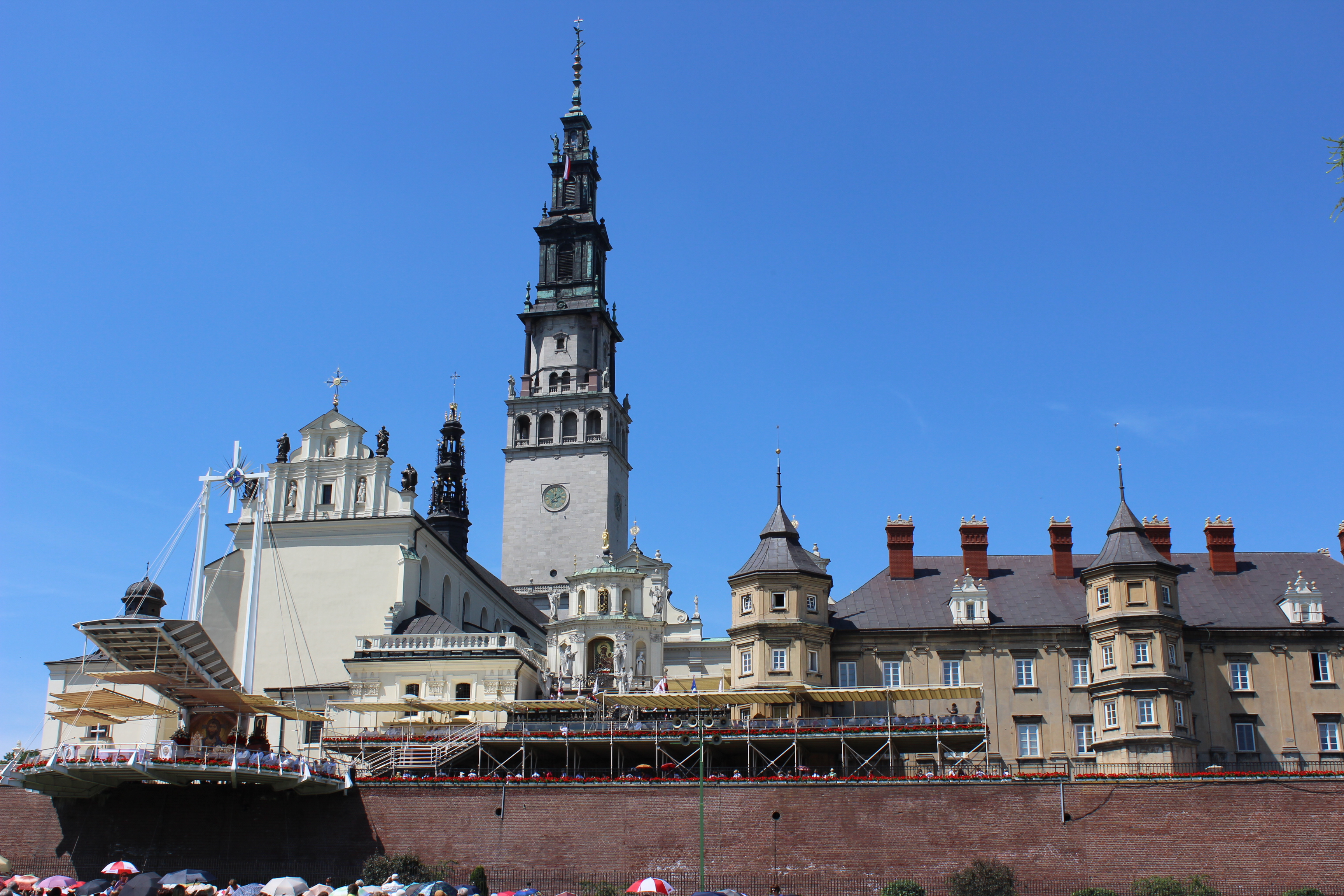
Santuario di Częstochowa, Polonia.

## Religione greca
Nell'antica religione greca, il santuario (in greco antico ἱερόν) era un luogo di venerazione e di pellegrinaggio, in cui si celebrava il culto regolamentato di una divinità, in cui era possibile incontrarla. Elementi di un santuario urbano, suburbano o extraurbano sono l'altare, presso cui celebrare i sacrifici e l'immagine della divinità, collocata prevalentemente all'interno di un tempio. All'interno dello spazio sacro venivano esposti anche le offerte votive.
Famosi il santuario di Zeus a Olimpia, il santuario di Apollo a Delfi, quello di Afrodite a Erice (precedentemente dedicato a Tanit, in epoca romana a Venere), il santuario di Eleusi, l'Heraion di Samo. Un altro esempio è il santuario dedicato a Demetra Malophòros a Selinunte.

## Buddhismo
Per quanto riguarda la religione buddhista, famoso è il santuario di Sri Dalada Maligawa a Kandy, dove è conservato un dente del Buddha.
Nell'antichità, il Santuario era il luogo dove venivano praticati i culti relativi ad una divinità.

## Ebraismo
Nella tradizione ebraica, il termine indicava la parte più interna del Tempio di Gerusalemme, riservata ai sacerdoti: il sancta sanctorum.

## Cristianesimo
Cattolicesimo
Nella religione cattolica, sono numerosi i cosiddetti santuari mariani, ovvero dedicati a Maria, madre di Gesù. Sono altresì diffusi i santuari eucaristici, legati ad un miracolo eucaristico avvenuto in quel luogo. Entrambi sono capillarmente distribuiti in tutte le province italiane.
Chiesa universale del regno di Dio
La Chiesa universale del regno di Dio (Igreja Universal do Reino de Deus in portoghese, la Comunità Cristiana dello Spirito Santo così com'è denominata in Italia) con il loro Tempio di Salomone di 80.000 m² ricostruito interamente non a Gerusalemme ma a São Paulo, iniziato nel 2010 e terminato il 19 luglio del 2014 che è diventato un importante fattore di attrattiva turistica della città brasiliana capitale dell'Estado do São Paulo.

## Ahmadiyya
Roza Bal è un santuario, situato nel quartiere di Srinagar, in India; venerato dagli Ahmadiyya.

## Shintoismo
A San Marino vi è un santuario shintoista.

## Altri significati
Per estensione (antonomasia), il termine santuario viene usato anche per indicare un luogo di culto estraneo alla dimensione religiosa. Un esempio, in questo senso, può essere considerata la residenza di Elvis Presley, Graceland (Memphis, Tennessee), considerata dai fan del cantante un santuario della musica rock. Il termine può anche riferirsi a un'area naturale protetta, come ad esempio il Santuario dei cetacei nel Mar Ligure. In casi come questo, tuttavia, il termine è piuttosto un'impropria traduzione italiana a ricalco dall'inglese sanctuary, che vuol dire semplicemente luogo di rifugio: l'origine risale agli anni sessanta del XX secolo quando i giornali citavano i santuari dei vietcong, che erano semplicemente i loro nascondigli.